# Marburg-Biedenkopf
Marburg-Biedenkopf je okrug u njemačkoj pokrajini Hessen. Po popisu iz 2008. 251.800 stanovnika živi u okrugu površine 1.262,56 km².

## Gradovi i općine u okrugu
| Gradovi | Općine                                                                                            |                                                                                         |
| --- | ------------------------------------------------------------------------------------------------- | --------------------------------------------------------------------------------------- |
| 1. Amöneburg 2. Biedenkopf 3. Gladenbach 4. Kirchhain 5. Marburg 6. Neustadt 7. Rauschenberg 8. Stadtallendorf 9. Wetter | 1. Angelburg 2. Bad Endbach 3. Breidenbach 4. Cölbe 5. Dautphetal 6. Ebsdorfergrund 7. Fronhausen | 1. Lahntal 2. Lohra 3. Münchhausen am Christenberg 4. Steffenberg 5. Weimar 6. Wohratal |

## Vanjske poveznice
- Službena stranica (njem.)